# Засахаренные каштаны
Засахаренные каштаны (также Глазированные каштаны; фр. marron glacé) — десерт итальянской и французской кухни, плоды каштанов пищевого сорта (не следует путать с распространёнными в России непригодными в пищу конскими каштанами), сваренные в сахарном сиропе и покрытые прозрачной блестящей сахарной глазурью.

## История
Засахаренные каштаны начали производиться в районах выращивания каштанов — на севере Италии и на юге Франции — вскоре после того, как крестоносцы, возвращаясь из Крестовых походов, привезли в Европу сахар (тростниковый сахар был прекрасно известен римлянам и выращивался, в частности, на Сицилии, однако в годы Раннего Средневековья в Европе он был забыт). Использование сахара, который сильно отличался по своим свойствам от основного подсластителя Средневековой Европы — мёда, позволило создать новые типы кондитерских изделий.
Засахаренные каштаны, которые в некоторых случаях именуются «конфетами» или «цукатами», судя по поверхностным упоминаниям, подавались к столу богатых горожан в Пьемонте (Ломбардия) уже в начале XV века.

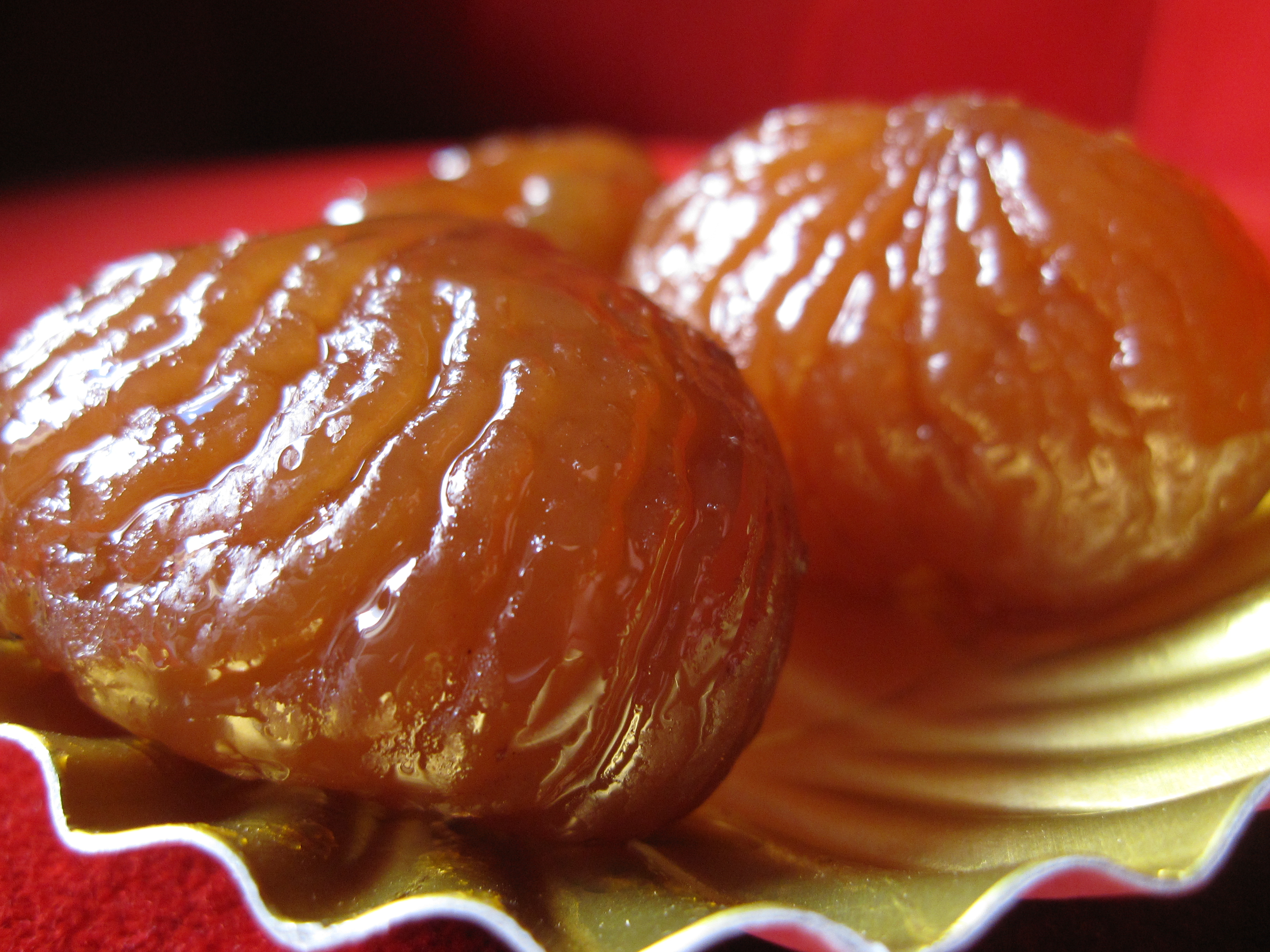
Засахаренные каштаны из Палермо крупным планом

Однако потребовалось ещё более ста лет, чтобы создать собственно глазированные каштаны, покрытые прозрачной глазурью с характерным «ледяным» блеском (само французское слово glaçage, обозначающее кондитерскую глазурь, является однокоренным со словом «лёд» glace, с которым её роднит особый род блеска). Впервые они появились в XVI веке, причём право называться их родиной до сих пор оспаривают друг у друга итальянский город Кунео и французский Лион.
Самый ранний известный рецепт приготовления глазированных каштанов был создан в XVI веке итальянским поваром при дворе Карла Эммануила I, герцога Савойского (1580). Позднее сходный рецепт был повторён во французском сборнике XVII века, созданном при дворе Людовика XIV в Версале.
В 1667 году знаменитый французский кулинар Франсуа Пьер Ла Варенн, работавший «шеф-поваром» в замке близ Лиона, то есть в регионе, издревле известном своими каштанами, в своей кулинарной книге-«бестселлере», которая была переиздана 30 раз за первые 75 лет, также привёл рецепт создания глазированных каштанов.

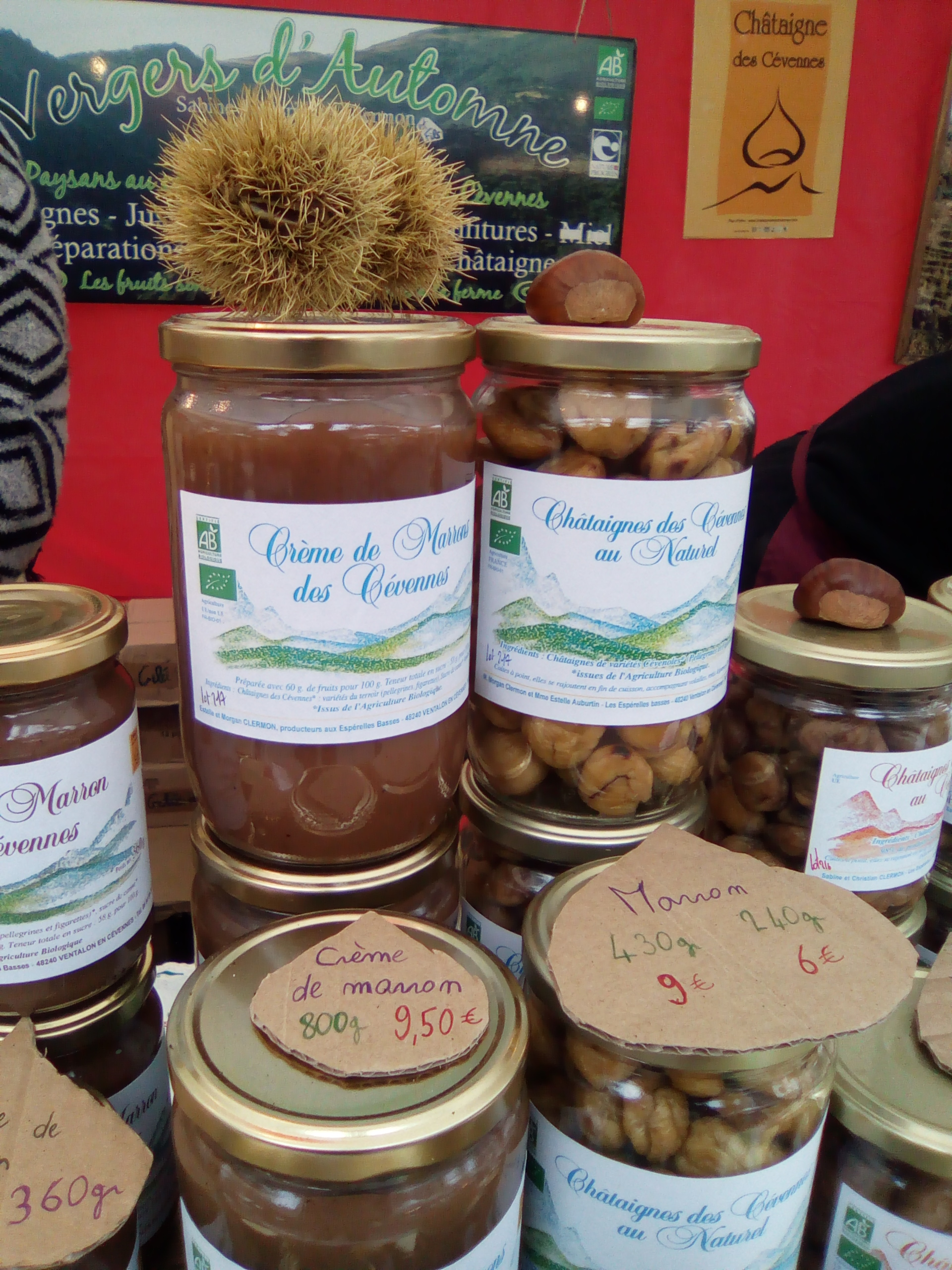
Каштановый джем на прилавке, Франция

В конце того же века сходную технологию попытались применить к какао-бабам, произраставшим в Америке. Так, французский миссионер отец Лаба в 1694 году экспериментировал с этой технологией на Мартинике.
К концу XIX века Лион и сопредельные регионы столкнулись с массовым мором шелковичного червя, что лишило ресурсов местную текстильную промышленность. В разгар этого кризиса Клеман Фожье, молодой инженер — строитель мостов и дорог, искал способа оживить местную экономику. В 1882 году в городе Прива, департамент Ардеш, он и местный кондитер основали первую фабрику, где была применена технология массового промышленного производства засахаренных каштанов (хотя многие из почти двадцати шагов, необходимых от сбора урожая до получения готового продукта, всё ещё выполнялись вручную).
Три года спустя, столкнувшись с тем, что большое число каштанов крошится или ломается в процессе приготовления, тот же Фожье придумал перемалывать их в приправленный ванилью десертный каштановый джем. Коммерческий успех Фожье вскоре был повторён другими предпринимателями.
В Испании первый завод по производству глазированных каштанов был построен бизнесменом Хосе Посада в Оренсе, Галисия. Завод использовал в качестве сырья местные каштаны, которые ранее экспортировались во Францию сырыми. Позднее в Испании появилась и вторая фабрика того же профиля.
Производится этот десерт и в других местностях южной Франции, за пределами департамента Ардеш; а также в Италии.

## Технология
Несмотря на строительство специализированных фабрик, производство глазированных каштанов остаётся достаточно трудоёмким процессом, а сами они — достаточно дорогим десертом. Это связано, в частности, с тем, что для производства подходит далеко не всякий каштан.
Французы называют каштаны «châtaigne» или «marron». Оба термина относятся к плодам каштана посевного. Однако термином «маррон», как правило, обозначают более качественные и крупные плоды, которые легче очистить от кожуры. Плоды каштана покрыты оболочкой или плёнкой, которая плотно прилегает к мякоти плода и которую, из-за её терпкого привкуса, перед глазированием следует удалить. Если каштан имеет неровную, бороздчатую поверхность, удаление плёнки становится затруднительным. Поэтому для этого отбираются только каштаны типа (или сорта) «маррон», крупный размер и относительно гладкая форма которых позволяет удалить плёнку, не повреждая каштан. Поэтому плоды «марронового» качества ценятся выше, чем остальные каштаны.

## Использование

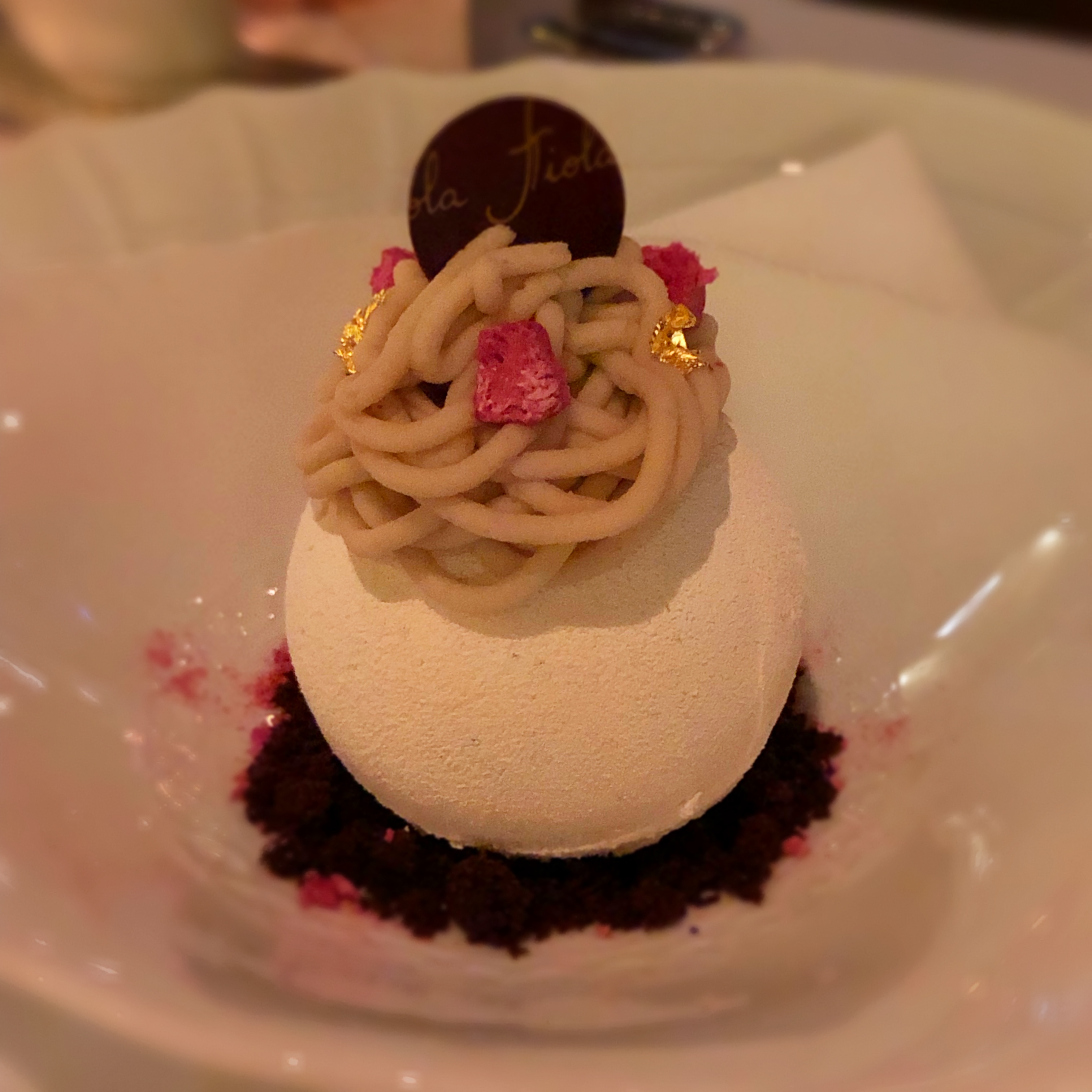
Пирожное «Монблан», украшенное «спагетти» из засахаренных каштанов. Вашингтон, округ Колумбия, США

В силу высокой стоимости глазированных каштанов, каштановый джем сегодня обычно производится не из них, а из обычных каштанов, сваренных в сахарном сиропе с ванилью и, иногда, с ликёром. Однако фирмы-производители глазированных каштанов продолжают выпускать каштановый джем по классической рецептуре, так как в процессе производства все равно возникают хрупкие плоды, которые необходимо использовать.
Глазированные каштаны сегодня продаются в западно-европейских странах, как своего рода конфеты премиум-класса в соответствующе оформленных нарядных коробках. Цена такой подарочной коробки от того или иного известного «каштанового бренда» может достигать 50 евро.
Глазированные каштаны в таких коробках готовы к употреблению, и их едят как самостоятельный десерт.
Однако, кроме этого, глазированные каштаны могут служить ингредиентом других десертов, таких как пирожное «Монблан», каштановое мороженое или десертный каштановый соус.

## В искусстве
Помимо Франции, Италии и Испании, глазированные каштаны хорошо известны и в других западно-европейских странах, и потому нередко упоминаются в текстах европейских писателей и произведениях массовой культуры.
Так, в книге «По направлению к Свану» Марселя Пруста главный герой везёт своей пожилой родственнице в подарок на Новый год пакетик засахаренных каштанов.
В фильме 1936 года «Дама с камелиями» героиня Греты Гарбо просит «сладостей», а персонаж Роберта Тейлора прилагает некоторые усилия, чтобы найти для неё засахаренные каштаны.
В британском телесериале 2016 года «Виктория», королева Виктория, которую играет Дженна Коулман, неоднократно называет глазированные каштаны своим любимым блюдом.